# Okiyo matsuri
L'Okiyo matsuri (起きよ祭り, okiyomasturi) est un matsuri (festival) de la ville de Hyūga, préfecture de Miyazaki. Il se déroule la nuit du 1er août de chaque année. Les enfants, à l'aide de tiges de bambou ornées de tanzaku, frappent aux portes des maisons de la ville en disant « Réveillez-vous, réveillez-vous » (起きよ、起きよ, Okiyo, okiyo).
Le festival a lieu en l'honneur de Jimmu et de Jinmutousei.